# Udawalawe-Nationalpark
Der Udawalawe-Nationalpark ist eines der bekanntesten Wildschutzgebiete Sri Lankas. Er befindet sich im südlichen Teil der Insel und erstreckt sich über 30.821 Hektar in den Provinzen Sabaragamuwa und Uva. Der Park wurde 1972 gegründet, hauptsächlich um eine Schutzzone für Wildtiere zu schaffen, die durch den Bau des Udawalawe-Stausees am Walawe-Fluss vertrieben wurden. Der Park ist besonders bekannt für seine große Population an Sri-Lanka-Elefanten, seine vielfältige Tierwelt und seine beeindruckenden Landschaften.

## Klima
Der Udawalawe-Nationalpark befindet sich an der Grenze zwischen den sogenannten Feucht- und Trockenzonen. Der mittlere Jahresniederschlag beträgt 1520 mm, der besonders durch den Monsun zwischen Mai und September verursacht wird. Charakteristisch für den Park ist auch die relativ lange Trockenzeit. Die Durchschnittstemperatur beträgt etwa 29 °C.

## Flora und Vegetation
Der Park besteht hauptsächlich aus offenem Grasland und Wäldern.
Die am weitesten verbreiteten Baumarten sind Chloroxylon swietenia, Diospyros ebenum (Ceylon-Ebenholz), und die Röhren-Kassie (Cassia fistula). Außerdem gibt es einige Terminalia arjuna, Hopea cordifolia, Silberhaargras und Sternbüsche (Grewia tiliaefolia).

## Tierwelt
Der Udawalawe-Nationalpark beherbergt eine reiche Vielfalt an Flora und Fauna. Die auffälligste Tierart ist der Sri-Lanka-Elefant, von dem mehr als 400 Exemplare im Park leben.
- Sri-Lanka-Leopard (Panthera pardus kotiya) – selten gesichtet
- Lippenbär (Melursus ursinus inornatus)
- Wasserbüffel (Bubalus bubalis)
- Indische Rotmanguste (Herpestes smithii)
- Ceylon-Hulman (Semnopithecus priam thersites)

Der Park beheimatet außerdem 184 Vogelarten, darunter endemische und Zugvögel wie den Sri-Lanka-Grautoko, den Veränderlichen Habichtadler und den Malerstorch. Reptilien wie der Sumpfkrokodil, die Indische Kobra und der Bengalwaran sind ebenfalls häufig anzutreffen.

## Udawalawe Elephant Transit Home
Das Udawalawe Elephant Transit Home (ETH) wurde 1995 vom Department of Wildlife Conservation gegründet und spielt eine entscheidende Rolle bei der Rehabilitation von verwaisten Elefantenbabys. Im Gegensatz zu traditionellen Elefantenwaisenhäusern werden die Tiere hier nach der Pflege wieder in die Wildnis entlassen, sobald sie stark genug sind, um selbstständig zu überleben. Besucher können die Fütterungen beobachten, jedoch keinen direkten Kontakt zu den Elefanten aufnehmen, um die Prägung auf Menschen zu vermeiden.

## Udawalawe-Stausee
Der Udawalawe-Stausee ist ein markantes Merkmal des Parks und eine wichtige Wasserquelle für Wildtiere und die Landwirtschaft. Der See bietet eine wunderschöne Kulisse und zieht Zugvögel wie Pelikane, Kormorane und Reiher an. Besonders in den Trockenzeiten versammeln sich hier zahlreiche Elefanten.

## Naturschutz
Der Udawalawe-Nationalpark steht vor mehreren ökologischen Herausforderungen, darunter:
- Abholzung durch illegale Holzfällerei und menschliche Siedlungen
- Wilderei und illegale Jagd
- Überweidung durch domestizierte Nutztiere
- Ausbreitung invasiver Pflanzenarten, wie Lantana camara, die die Nahrungsquellen der Elefanten verdrängen
- Mensch-Elefanten-Konflikte, da Elefanten gelegentlich die Parkgrenzen überschreiten

Schutzmaßnahmen konzentrieren sich auf die Wiederherstellung von Lebensräumen, Anti-Wilderei-Patrouillen und nachhaltigen Tourismus.

## Tourismus
Der Udawalawe-Nationalpark gehört zu den meistbesuchten Nationalparks Sri Lankas. Er verzeichnete im Jahr 2023 188.388 Besucher, darunter sowohl einheimische als auch internationale Touristen.
Die Einnahmen aus dem Tourismus unterstützen den Naturschutz. Der Park wurde 2007 in der Briefmarkenserie „Nationalparks von Sri Lanka“ gewürdigt, um seine ökologische Bedeutung hervorzuheben.